# Moore Capital Management
Moore Capital Management LP es una importante firma de gestión de fondos de inversión libre (Hedge fund en inglés). Fue fundado en 1989 por el millonario Louis Bacon -después de haber trabajado en Lehman Brothers-. Moore Capital se considera uno de los líderes en gestión de fondos de cobertura con 15 mil millones de dólares en activos. Tiene su sede en Nueva York y oficinas en Londres y Washington D. C.. Además de Louis Bacon, contaba entre sus ejecutivos con Greg Coffey y Jean-Philippe Blochet. Entre los fondos que manejan se encuentran: Remington Investment Strategies, Moore Emerging Markets, Japan Restructuring y Moore Global Fixed Income Funds

## Economía especulativa
Moore Capital Managemente realiza inversiones especulativas con la denominada estrategia global. Realiza movimientos de venta controlada y ordenada para provocar bajadas en el precio de acciones, deuda externa, etc. para posteriormente, y una vez han caído los precios sustancialmente, volver a comprar. El mecanismo de vender y comprar lo mismo a intervalos relativamente breves (en el mismo día) le reporta enormes beneficios. Moore Capital Management, consciente de la reducción de la productividad estadounidense y de la reducción de beneficios tanto en el sector productivo como financiero interno (Estados Unidos) ha establecido una estratega global abierta que le permite obtener grandes beneficios.

### Ataque al euro
La posibilidad de restringir y controlar los movimientos de capitales (incluso planteándose la imposición de la tasa Tobin) por las autoridades económicas europeas ha provocado la respuesta de varios hedge funds que coordinamente han adoptado posiciones en contra del euro, fundamentalmente especulando con la deuda de los países europeos.

#### Ataque a la deuda externa de Grecia
Poco después de que el gobierno de Yorgos Papandreu (Movimiento Socialista Panhelénico) sustituyera el 6 de octubre de 2009 a Kostas Karamanlis del partido conservador de Nueva Democracia (Grecia) se descubrió que la deuda de Grecia era claramente superior a la que aparecía como oficial. El banco de inversiones Goldman Sachs ayudó en su día al gobierno griego a ocultar su deuda (mediante derivados financieros y swaps) para facilitar el ingreso en la zona euro. El gobierno de Papandreu se ha encontrado con las arcas vacías, unas cuentas falsas y una deuda que deberá afrontar ineludiblemente con la inevitable ayuda del Banco Central Europeo y los países fuertes de la zona euro (Francia y Alemania).
Los servicios secretos griegos -el Centro Nacional de Inteligencia (EYP) de Grecia habrían descubierto presiones de inversores internacionales de los bancos de inversión y gestoras de hedge funds Moore Capital Management, Fidelity International, Brevan Howard y Paulson & Co, con sede en Reino Unido. Servicios secretos de Grecia, España (Centro Nacional de Inteligencia (CNI), Francia y Reino Unido estarían estudiando el movimiento especulativo coordinado de los bancos de inversión